# Szent Lucifer
Caralisi (Cagliari) Lucifer (latinul: Lucifer Calaritanus), egyházi nevén Szent Lucifer (Szardínia, ? – 370) itáliai püspök, egyházi író. Caralis (Cagliari, Itália) püspökeként Alexandriai Atanáz híve az ariánusokkal szemben.

## Élete
355-ben, a milánói zsinaton megtagadta az Atanázt elítélő határozat aláírását, ezért II. Constantius császár száműzetésre ítélte. 362-ben részt vett az Atanáz által vezetett zsinaton, de nem értett egyet a félariánusokkal való egységgel. Antiochiában püspökké szentelte az óniceai párt vezető presbiterét, Paolinoszt, amivel elmélyítette a szakadást Antiochiában, a pápát és Atanázt mintegy kényszerítette Paolinosz elismerésére.
Őróla nevezték el magukat luciferiánusoknak (homonymianusok) azok, akik a megtért ariánusokat minden egyházi hivatalból ki akarták zárni. Száműzetése alatt írt műveit - melyekben nem minden célzás nélkül szólt az Ószövetség hitehagyó királyairól – megküldte I. Constantinus császárnak. Szülőföldjén, Szardínia szigetén szentként tisztelték.
Írásai elsősorban a nyelvtörténészek számára érdekesek, mert sok vulgáris kifejezést használt, és a Szentírást ólatin fordítása szerint idézte.

„XCV. rész. LUCIFER, Caralis (= Cagliari) püspöke, Pancratiusszal és Hilariusszal, a római egyház klerikusaival együtt őt küldötte Liberius püspök Constantiushoz követül a hit érdekében, amikor is ő nem akarta Athanasziosz neve alatt a niceai zsinat hitét elvetni. Palesztinai útja során bámulatos határozottsággal, és a halálra is elszánt lelkülettel könyvet írt Constantius császár ellen, és ezt el is küldte neki, hogy elolvassa. Nem sokkal később, Julianus alatt visszatért Caralisba; Valentinianus uralkodása alatt halt meg. ”

– Hieronymus presbiter: A kiváló férfiakról (ford. Ladocsai Gáspár)

## Művei
- Arról, hogy az eretnekekkel nem szabad kiegyezni
- A hitehagyó királyokról
- Szent Atanázról
- Arról, hogy nem szabad irgalmazni azoknak, akik Isten ellen vétkeznek
- Arról, hogy Isten Fiáért meg kell halni